# John Carroll
John Carroll (8 tháng 1 năm 1735 – 3 tháng 12 năm 1815) là một giám mục Công giáo và Dòng Tên người Mỹ. Ông là Tổng giám mục đầu tiên của Giáo hội Công giáo tại Mỹ trên tư cách là lãnh đạo của Giáo phận Baltimore – giáo phận Công giáo đầu tiên tại Hoa Kỳ. Cho đến năm 1808, Carroll là người đứng đầu và quản lý toàn bộ Giáo hội Công giáo tại Hoa Kỳ.
Sinh ra trong một gia đình quý tộc ở Thuộc địa Maryland, Carroll ban đầu sang Châu Âu làm linh mục, tham gia giảng dạy và phục vụ với tư cách là tuyên úy. Sau khi trở về Maryland vào năm 1773, ông bắt đầu tổ chức Giáo hội Công giáo ở Mỹ với một nhóm nhỏ linh mục. Toà thánh Vatican đã bổ nhiệm ông vào các vai trò lãnh đạo chủ chốt trong Giáo hội Công giáo Hoa Kỳ. Qua sự giới thiệu và tiến cử từ Benjamin Franklin, một trong những kiến quốc phụ của Hoa Kỳ, Giáo hoàng Piô VI đã bổ nhiệm ông làm Tổng giám mục đầu tiên của Giáo hội Công giáo La Mã ở Hoa Kỳ, mặc dù lúc này lệnh đàn áp của Giáo hoàng đối với Dòng Tên vẫn còn hiệu lực. Năm 1784, Giáo hoàng Piô VI bổ nhiệm Carroll làm Đại diện tông tòa đầu tiên của Toà thánh Vatican tại Mỹ với quyền cử hành bí tích thêm sức.
Sau khi Cách mạng Mỹ thành công, Carroll thành lập Đại học Georgetown ở thủ đô Washington, D.C., là trường đại học đầu tiên được thành lập dưới hiến chương liên bang của Quốc hội Hoa Kỳ. Ông cũng có công sáng lập Giáo xứ Thánh sử Gioan tại Silver Spring, Maryland, là giáo xứ thế tục đầu tiên tại Mỹ.